# Варяница, Иван Фёдорович
Иван Фёдорович Варяница (7 октября 1924 года — 2 марта 1945 года) — сержант, командир пулеметного отделения 1-го батальона 34-го гвардейского стрелкового полка 13-й гвардейской стрелковой дивизии 32-го гвардейского стрелкового корпуса 5-й гвардейской армии 1-го Украинского фронта, гвардии сержант, полный кавалер Ордена Славы (1946).

## Биография
Родился 7 октября 1924 года в селе Сухая Калигорка ныне Катеринопольского района Черкасской области в семье рабочего.
Получил неполное среднее образование, работал в колхозе села Ивановка Чигиринского района Черкасской области.
25 марта 1944 года был призван в РККА Хмелевским районным военкоматом Кировоградской области, с апреля 1944 года находился на фронте.
16 августа 1944 года гвардии младший сержант Варяница, будучи командиром пулемётного отделения 34-го гвардии стрелкового полка 13-й гвардейской стрелковой дивизии 5-й гвардейской армии 1-го Украинского фронта, при отражении контратаки противника в районе населенного пункта Баранув (Польша), находясь впереди боевых порядков, прицельным огнем уничтожил до 10 вражеских солдат и подавил огневую точку врага. 21 августа 1944 года награждён орденом Славы 3 степени.
20 августа 1944 года вместе с группой разведчиков разгромил вражеский штаб в районе города Дембица, лично уничтожил около 10 вражеских солдат и подавил огневую точку врага. В ходе боя был ранен, но остался в строю. 6 октября 1944 года награждён орденом Славы 2 степени.
16 января 1945 года сержант Варяница в районе восточнее города Олау (ныне Олава, Польша) одним из первых ворвался во вражескую траншею и пулемётным огнем нанес противнику урон в живой силе. Указом Президиума Верховного Совета СССР от 10 апреля 1945 года награждён орденом Славы 1 степени.
2 марта 1945 года погиб в бою.